# Рот, Элай
Эла́й Рафаэ́ль Рот (англ. Eli Raphael Roth — И́лай Ра́фаэл Рот; род. 18 апреля 1972, Ньютон, Массачусетс) — американский кинорежиссёр, сценарист, актёр и продюсер.

## Биография
Элай Рот родился в Ньютоне, штат Массачусетс. Его родители — Шелдон Рот, психиатр/психоаналитик и профессор Гарвардского Университета, и Кора Рот, художник. Его дедушка и бабушка иммигрировали из Австрии, России и Польши. По происхождению Элай Рот еврей, а по своим убеждениям — сионист.
Наряду с английским языком Элай Рот владеет итальянским, русским и французским языками.
Рот начал снимать фильмы в возрасте 8 лет после просмотра фильма «Чужой» (реж. Ридли Скотт, 1979). Вместе со своими братьями Адамом и Гейбом он снял более 50 короткометражных фильмов, прежде чем поступил в Южную Высшую Школу города Ньютон и начал посещать школу кинематографа Нью-Йоркского Университета, которую он окончил в 1994 году.

## Фильмография
| Год       |     | Русское название                              | Оригинальное название               | Роль                                                             |
| --------- | --- | --------------------------------------------- | ----------------------------------- | ---------------------------------------------------------------- |
| 1997      | ф   | Снимки сезона                                 | Snapshots from a .500 Season        | актёр                                                            |
| 1999      | ф   | Беспредельный террор                          | Terror Firmer                       | актёр                                                            |
| 2000      | ф   | Гражданин Токси: Токсичный мститель 4         | Citizen Toxie: The Toxic Avenger IV | актёр                                                            |
| 2002      | ф   | Лихорадка                                     | Cabin Fever                         | режиссёр, продюсер, сценарист, актёр                             |
| 2005      | ф   | 2001 маньяк                                   | 2001 Maniacs                        | продюсер, актёр                                                  |
| 2005      | ф   | Хостел                                        | Hostel                              | режиссёр, продюсер, сценарист, актёр                             |
| 2007      | ф   | Хостел 2                                      | Hostel: Part II                     | режиссёр, сценарист, актёр                                       |
| 2007      | ф   | Грайндхаус                                    | Grindhouse                          | режиссёр трейлера для несуществующего фильма «День благодарения» |
| 2007      | ф   | Доказательство смерти                         | Death Proof                         | актёр                                                            |
| 2009      | ф   | Бесславные ублюдки                            | Inglourious Basterds                | актёр                                                            |
| 2009      | ф   | Не смотри вверх                               | Don't Look Up                       | актёр                                                            |
| 2010      | ф   | Последнее изгнание дьявола                    | The Last Exorcism                   | продюсер                                                         |
| 2010      | ф   | Пираньи 3D                                    | Piranha 3D                          | актёр                                                            |
| 2011      | ф   | Хостел 3                                      | Hostel: Part III                    | сценарист                                                        |
| 2012      | ф   | Рок на века                                   | Rock of Ages                        | актёр                                                            |
| 2012      | ф   | Железный кулак                                | The Man with the Iron Fists         | продюсер, сценарист                                              |
| 2012      | ф   | Афтершок                                      | Aftershock                          | продюсер, сценарист, актёр                                       |
| 2013      | ф   | Последнее изгнание дьявола: Второе пришествие | The Last Exorcism Part II           | продюсер                                                         |
| 2013—2015 | с   | Хемлок Гроув                                  | Hemlock Grove                       | продюсер                                                         |
| 2013      | ф   | Таинство                                      | The Sacrament                       | продюсер                                                         |
| 2013      | ф   | Зелёный ад                                    | Green Inferno                       | режиссёр, продюсер                                               |
| 2014      | ф   | Клоун                                         | Clown                               | продюсер, актёр                                                  |
| 2015      | ф   | Кто там                                       | Knock Knock                         | режиссёр, продюсер                                               |
| 2015      | ф   | К югу от ада                                  | South of Hell                       | продюсер                                                         |
| 2018      | ф   | Жажда смерти                                  | Death Wish                          | режиссёр                                                         |
| 2018      | ф   | Тайна дома с часами                           | The House with a Clock in Its Walls | режиссёр                                                         |
| 2019      | док | Однажды... Тарантино                          | QT8: The First Eight                | в роли самого себя                                               |
| 2023      | ф   | День благодарения                             | Thanksgiving                        | режиссёр, продюсер                                               |
| 2024      | ф   | Бордерлендс                                   | Borderlands                         | режиссёр, сценарист                                              |